# 曹学楷
曹学楷（1898年—1931年），湖北黄安县（今红安）人。原名曹学凯。中国共产党早期人物。

## 生平
黄学楷幼年在家乡读私塾，后到武昌中华大学附中念书。1925年，加入中国共产主义青年团。1926年，转为中国共产党员。同年回到家乡自办小学，专招贫苦农民的子弟入学，晚上办农民夜校，并领导建立了紫云区第一个农民协会刘家园农民协会。1927年2月，黄安县农民协会成立后，他负责县农民协会工作，领导农民义勇队。任中共黄安七里坪区委书记，是县农民协会主要负责人，领导农民自卫军与地主豪绅作斗争。
国共合作失败后，曹学楷和郑位三等领导了黄安九月暴动，揭开了黄安、麻城两县起义的序幕。“九月暴动”败后，中共鄂东特委成立，他任特委委员。11月初，黄麻起义总指挥部成立，为总指挥部成员之一，参与领导以贫苦农民为主力的黄麻起义，攻占黄安城后，任黄安县工农民主政府主席。后随起义部队转入木兰山进行游击活动，任工农革命军第七军党委委员。1928年7月，成立红十一军三十一师，任师参谋长；10月，被选为中共鄂东特委委员。参与领导创建红军和鄂豫边革命根据地的斗争。
1929年12月，在鄂豫边地区第一次工农兵代表大会上，当选为鄂豫边区革命委员会主席。1930年3月，中央决定由红十一军的三个师组成中国工农红军第一军，他任红一军总预备队政治委员。1931年1月，红一军与鄂东南之红十五军合编组成鄂豫皖工农红军第四军，他任第十一师政治部主任，7月又任第十三师政治部主任，参加鄂豫皖根据地第一、二次反反围剿战争。1931年4月，张国焘到鄂豫皖地区推行王明路线，曹学楷因抵制其错误路线，于1931年冬在肃反扩大化中被张国焘杀害于河南光山白雀园。1945年中共七大追认为革命烈士。